# Lycoperdina angusta
Lycoperdina angusta es una especie de coleóptero de la familia Endomychidae.

## Distribución geográfica
Habita en Sudáfrica.